# روبن لیماردو
روبن لیماردو (اسپانیایی: Rubén Limardo‎؛ زادهٔ ۳ اوت ۱۹۸۵) شمشیرباز اهل ونزوئلا است.
وی در مسابقات کشوری و بین‌المللی در مجموع برندهٔ ۱۵ مدال طلا، ۱۴ مدال نقره، ۴ مدال برنز شده‌است.